# Château d'Ooidonk
Le château d’Ooidonk est un château situé en Belgique, près du village de Sint Maria Leerne, non loin de Deinze, dans la province de Flandre-orientale.

## Histoire
La première mention d'Ooidonk date de 1230 : il y est question de "Nicolas, chapelain de Hodunc".
Ferme fortifiée, Ooidonk devient la résidence du seigneur de Nevele, Jean de Fosseux, qui le transforme en château-fort doté de quatre tours d’angle (toujours visibles aujourd'hui), et fait partie, comme Laerne, Poucques et Gavere, d’un ensemble de domaines fortifiés autour de Gand.
Le château est détruit une première fois en 1491 par les Gantois en révolte contre Maximilien d’Autriche.
En 1568, Philippe de Montmorency, comte de Hornes, seigneur de Nevele, propriétaire du domaine, est décapité, avec le comte d’Egmont, par le duc d’Albe à Bruxelles.
En 1579, durant les guerres de religion, le château, sans défense, est détruit par les calvinistes gantois. Les ruines et les terres seront acquises par un notable anversois, grand marchand faisant des affaires dans l’Europe entière : Martin della Faille. Il reconstruit le château dans un esprit Renaissance et le transforme en lieu de résidence au style hispano-flamand.
En 1864, le château et les terres qui l'encadrent sont acquis par Henri t'Kint de Roodenbeke qui sera président du Sénat et ministre d’État.
Il est aujourd'hui la propriété privée du comte Henry t'Kint de Roodenbeke, fils de feu le comte Juan t’Kint de Roodenbeke. La famille qui possède le château depuis 1864 l'a agrandi, sans altérer le style Renaissance.
En 1944, le château a été protégé comme monument historique. En 1980, d’autres constructions autour ont été classées et, en 1995, l'ensemble du domaine. Le château d’Ooidonk est ouvert au public du 1er avril au 15 septembre, le parc (jardin à la française) se visite toute l’année.
Le château abrite une collection de cabinets, type de meuble justement apparu à la Renaissance, avec de beaux exemples d'oeuvres florentines et anversoises.

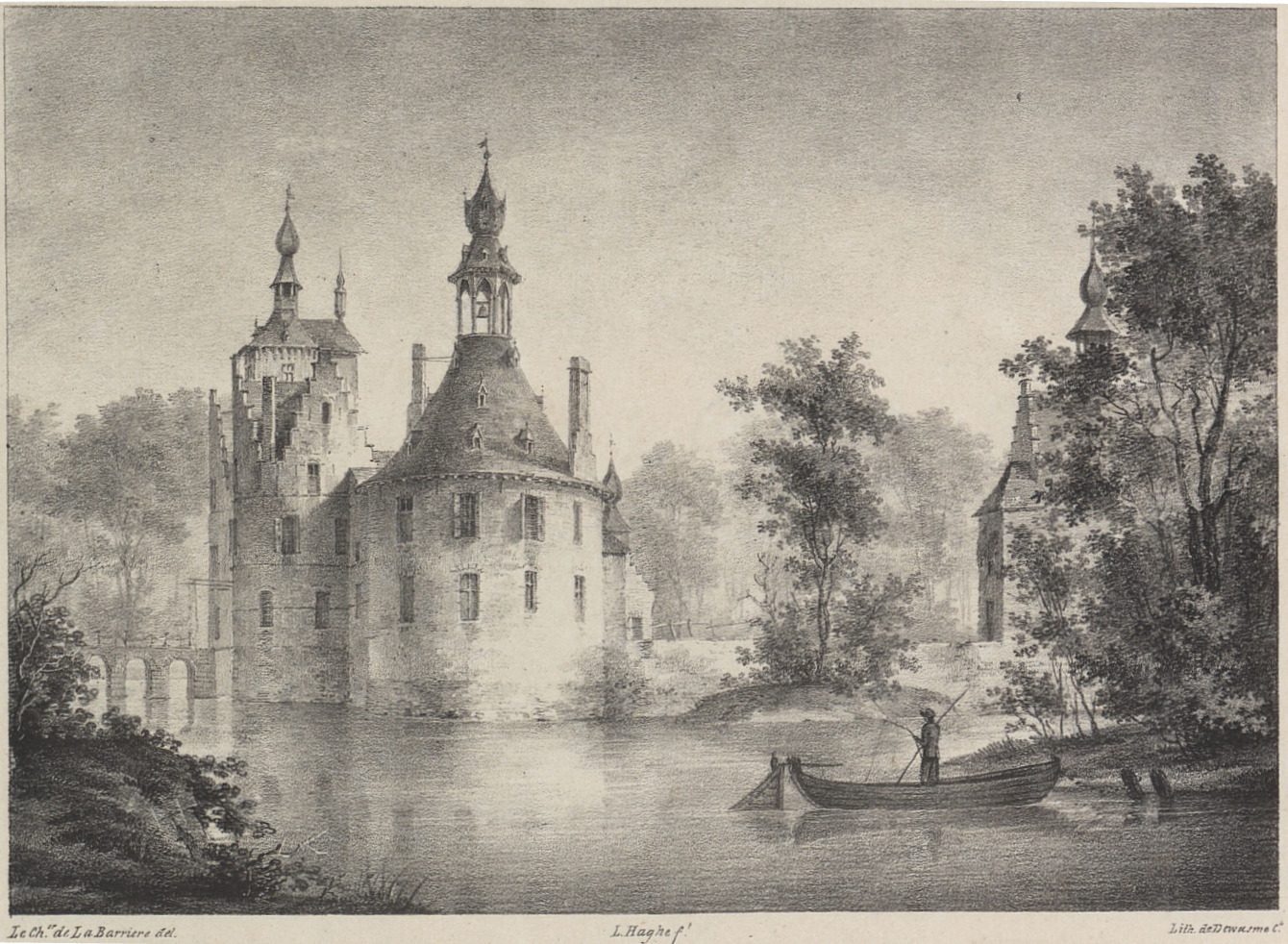
Le château d'Ooidonk en 1822, dessin de Prosper de la Barrière.
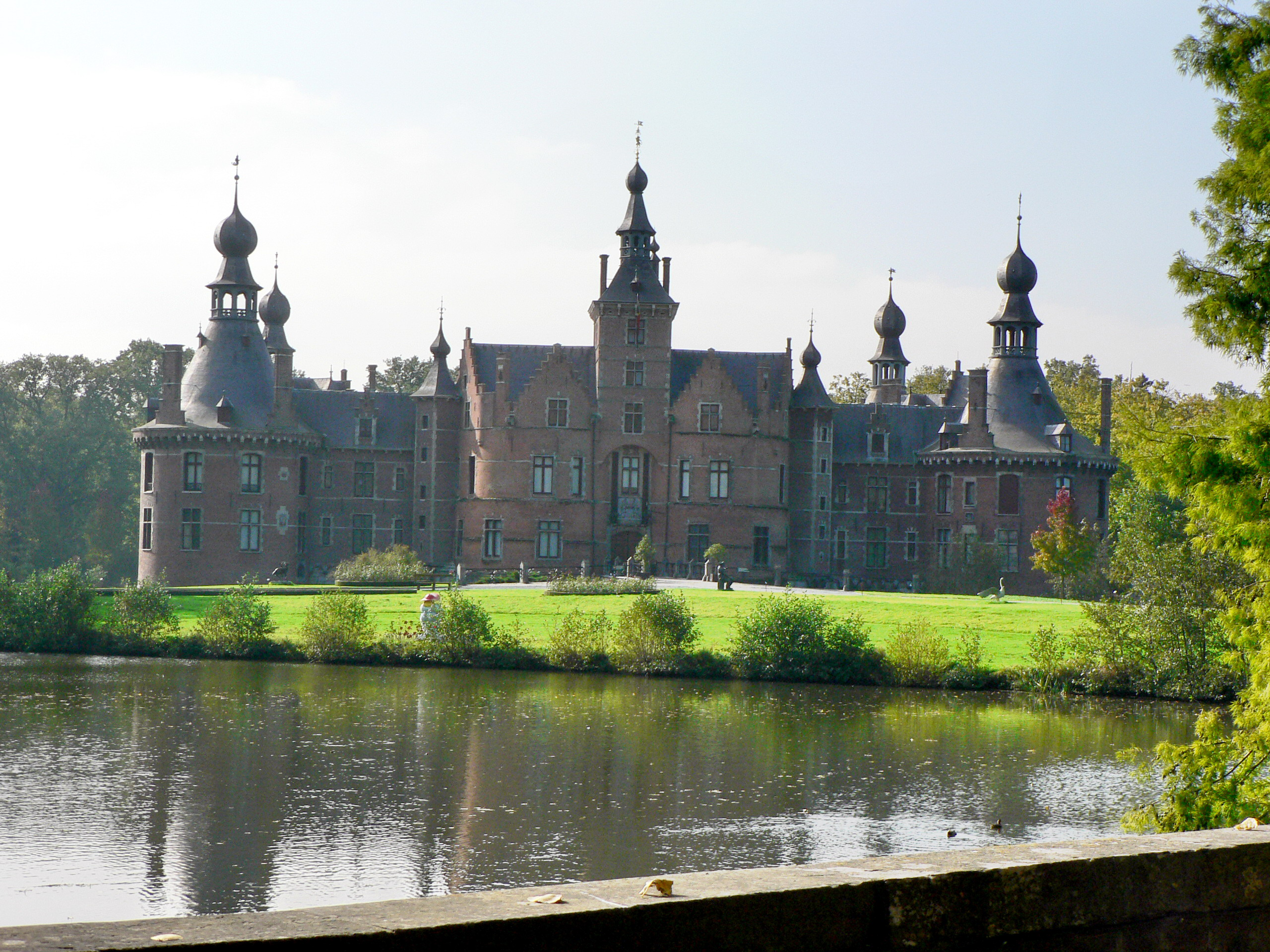
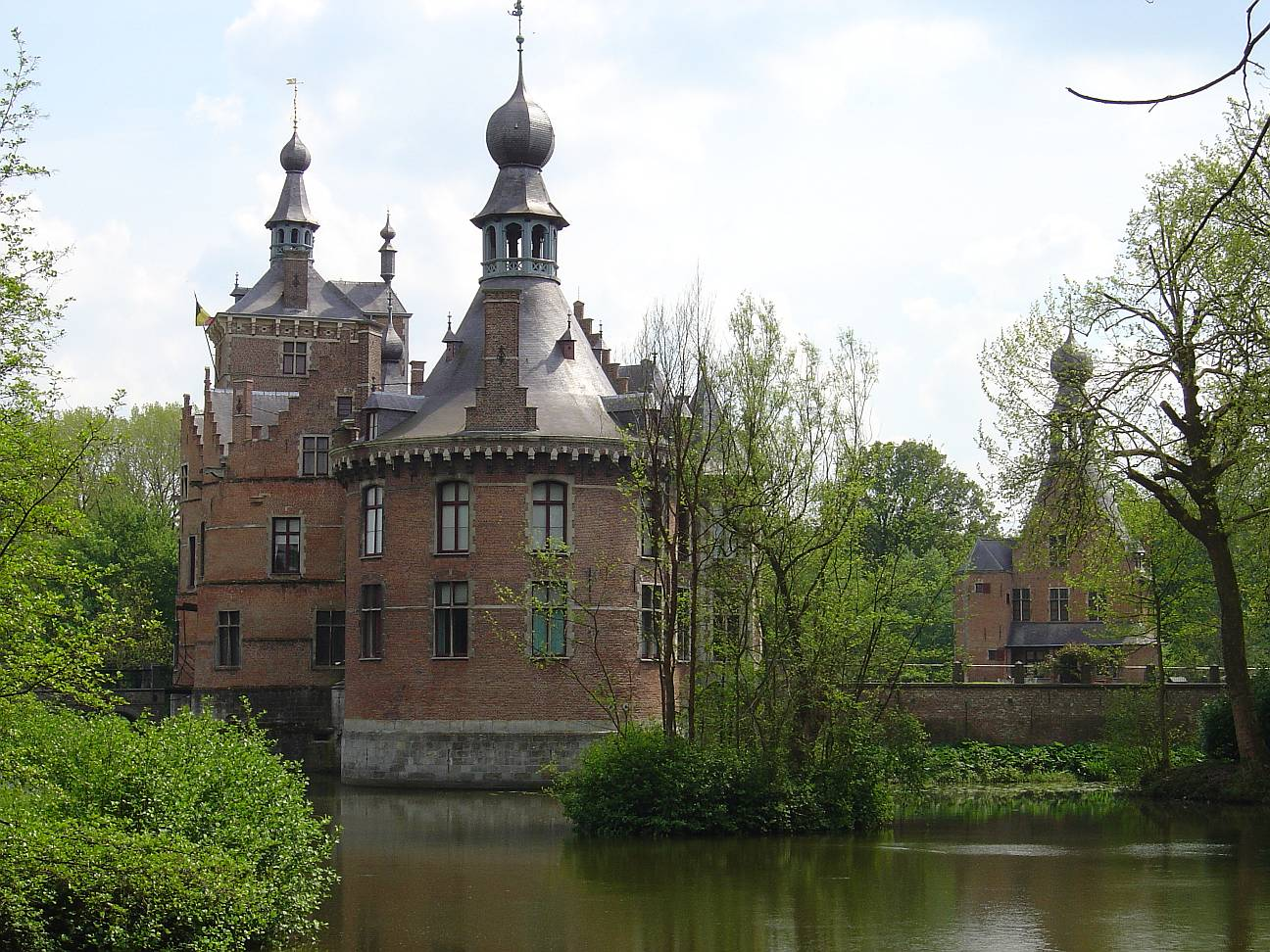
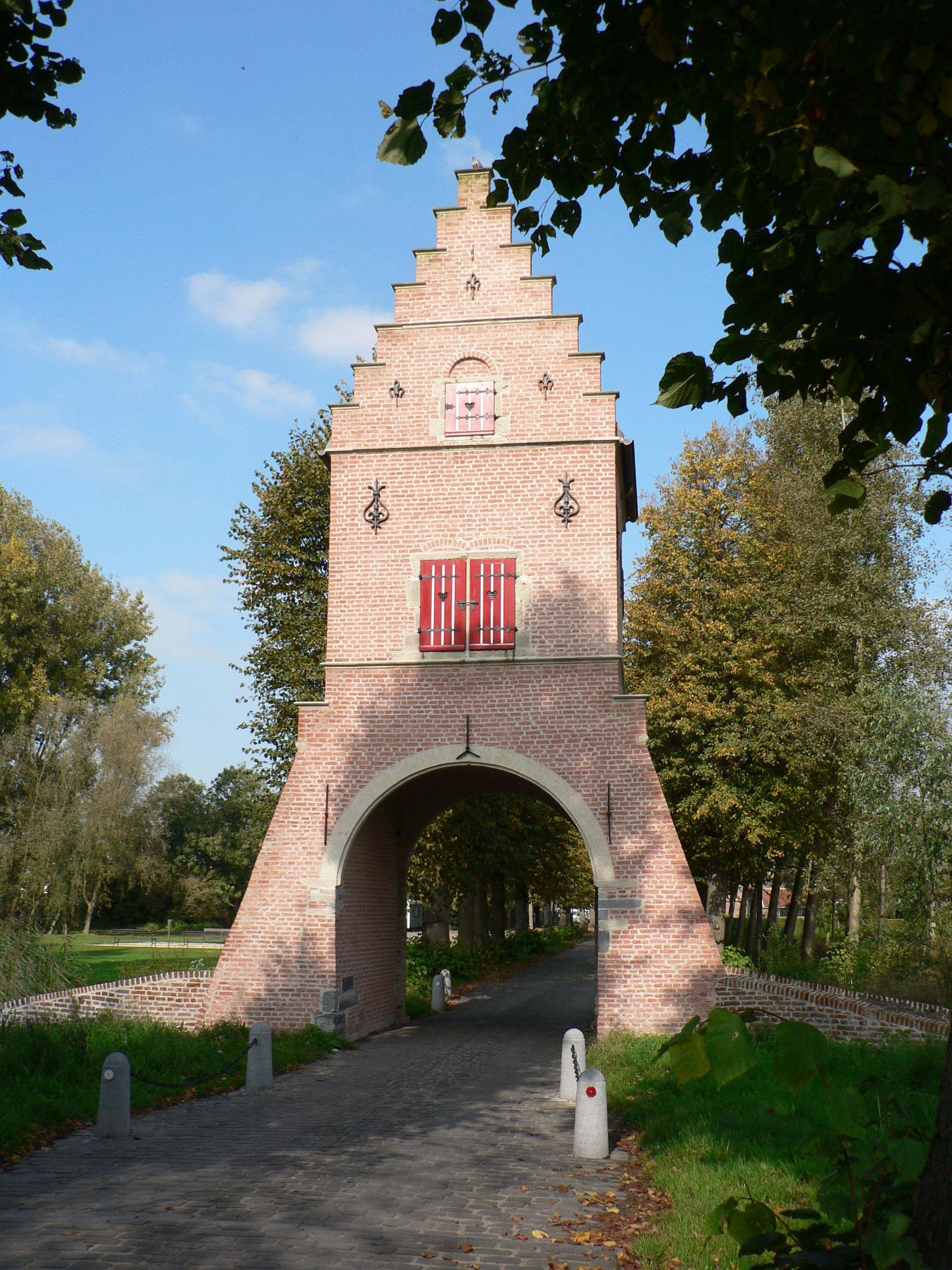
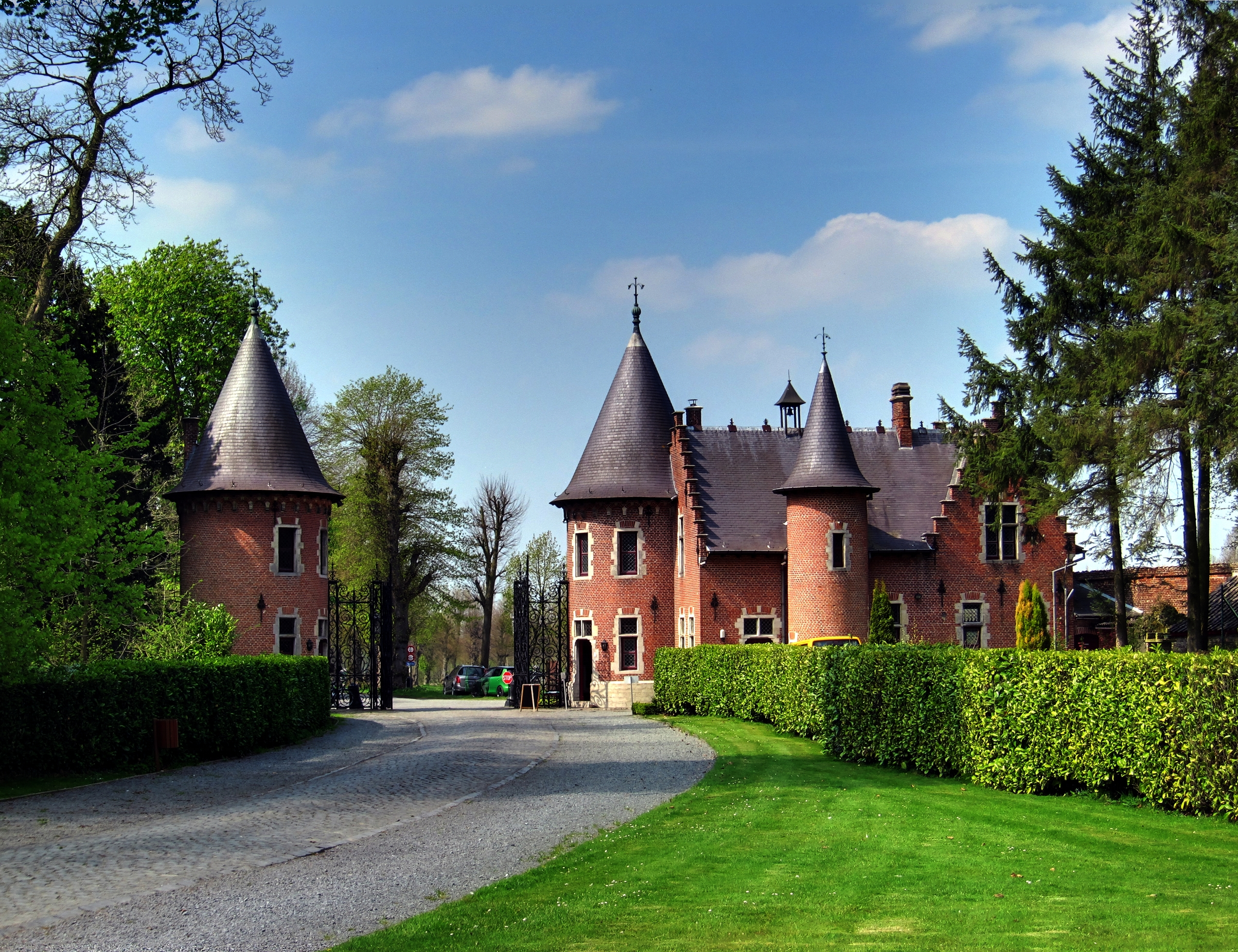
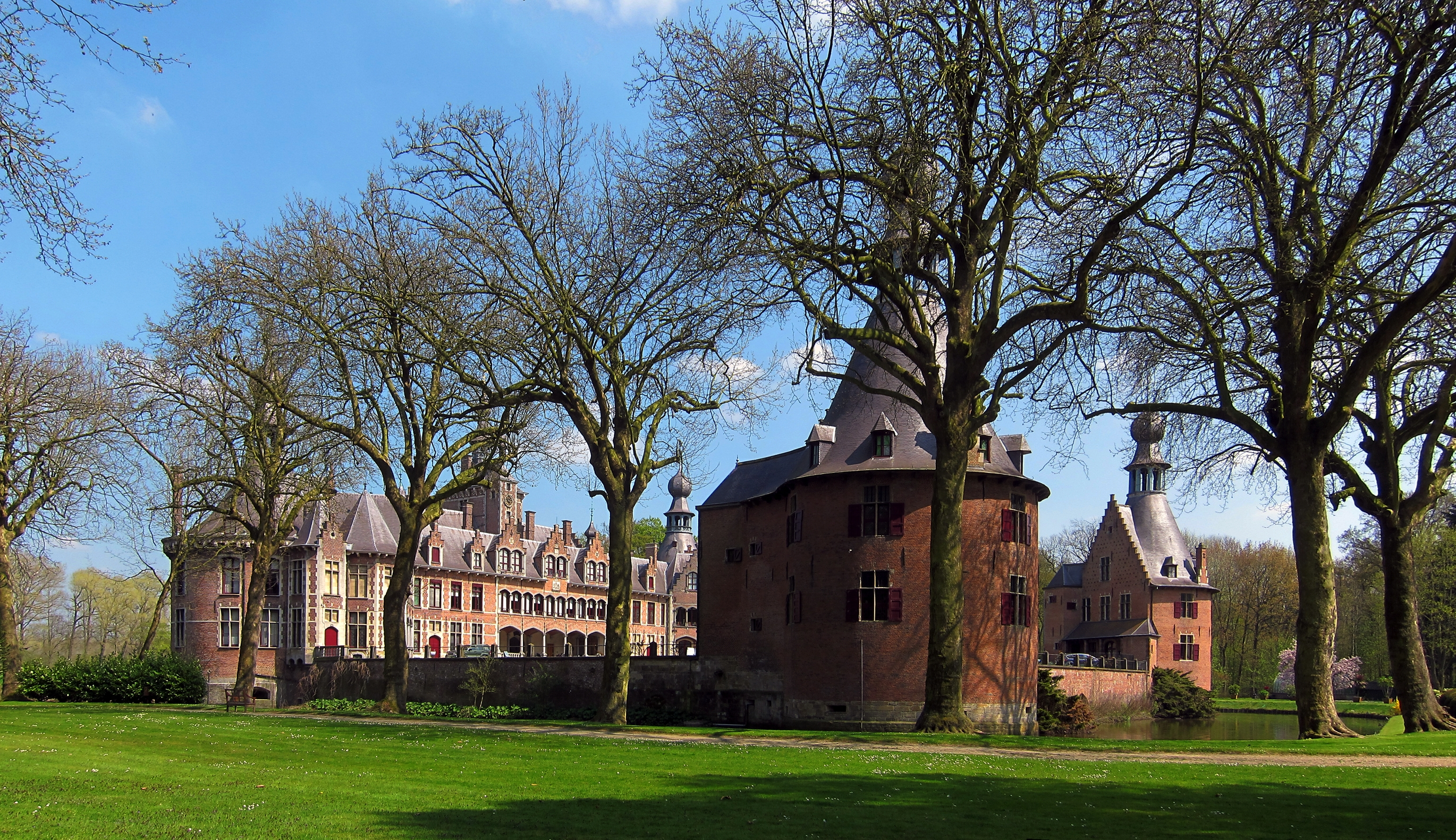
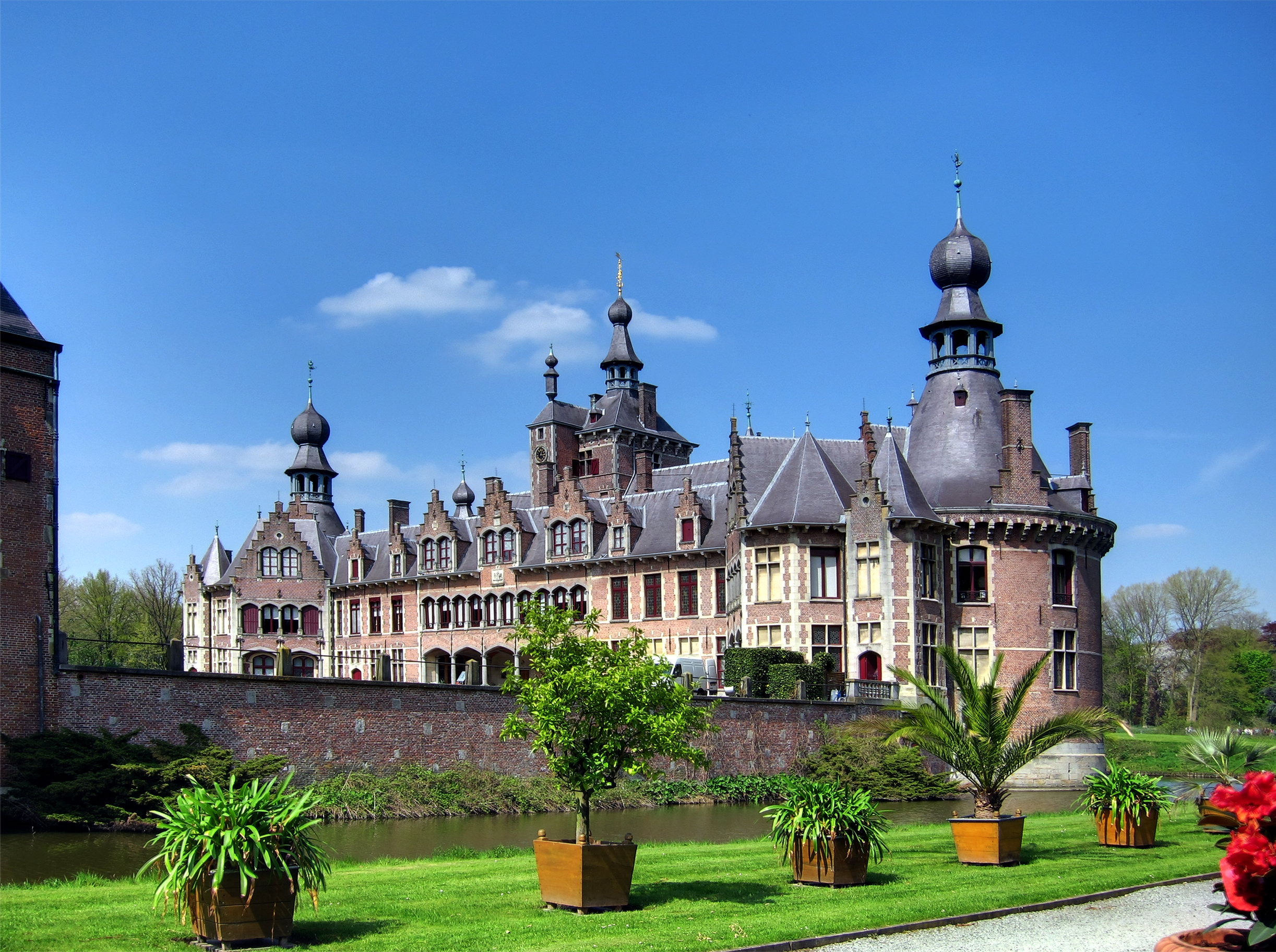
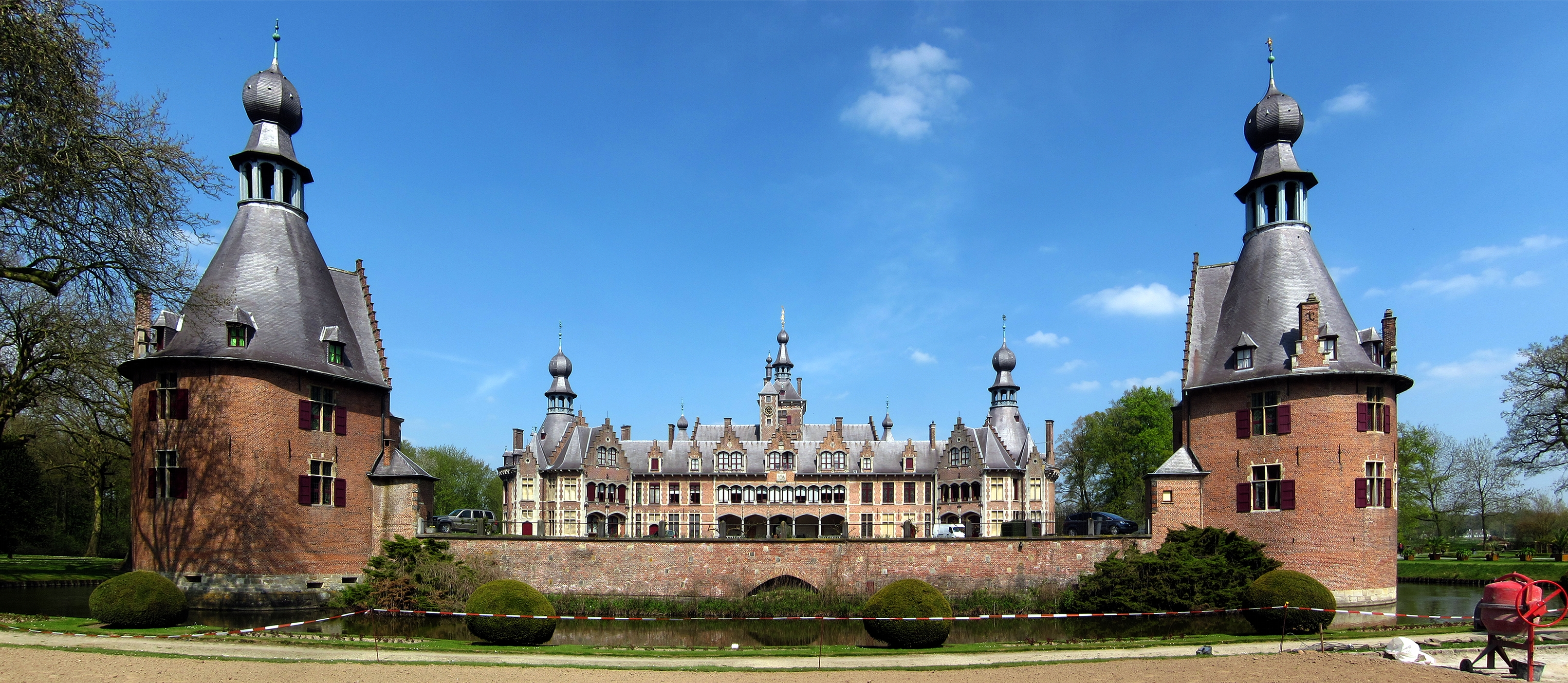